# Indústria Aeronáutica Neiva
Indústria Aeronáutica Neiva wurde 1954 von José de Carlos de Barros Neiva in Rio de Janeiro gegründet. Es sollten ursprünglich Segelflugzeuge hergestellt werden. Nach dem Erwerb der Rechte an der Produktion der CAP-4 Paulistinha im Jahre 1956, wurden auch motorbetriebene Flugzeuge gefertigt. Im selben Jahr zog das Unternehmen nach Botucatu.
Am 11. März 1980 wurde Neiva unter Beibehaltung einer Teilselbständigkeit, eine Tochtergesellschaft von Embraer. So wurde im Jahr 1982 die EMB 200 Ipanema Flugzeugen entwickelt, ein rein brasilianische Landwirtschaftsflugzeug, das im Jahr 2005 als erstes Flugzeug weltweit für die Verwendung von Alkohol als Kraftstoff zugelassen wurde. Zugleich werden bei Neiva auch viele Embraer-Muster und Komponenten gefertigt.

## Flugzeuge
- Neiva B Monitor Segelflugzeug, 1945
- Neiva BN-1 Segelflugzeug, 1953
- Neiva P-56 Paulistinha
- Neiva P-56 Agricola
- Neiva Lanceiro
- Neiva Regente
- Neiva Universal
- Neiva Campeiro
- Neiva Sertanejo EMB-721 – Lizenzbau Piper PA-32R Saratoga
- Neiva Seneca EMB-819D – Lizenzbau Piper PA-34 Seneca
- Neiva Corisco EMB-711 – Lizenzbau Piper PA-28 Cherokee Arrow
- Neiva Carajá EMB-810C – Lizenzbau Piper PA-31 Navajo
- Neiva Minuano EMB-720D – Lizenzbau Piper PA-32 Cherokee Six
- Embraer EMB 200 Ipanema
- Embraer EMB 120 Brasilia